# Nature-based solutions

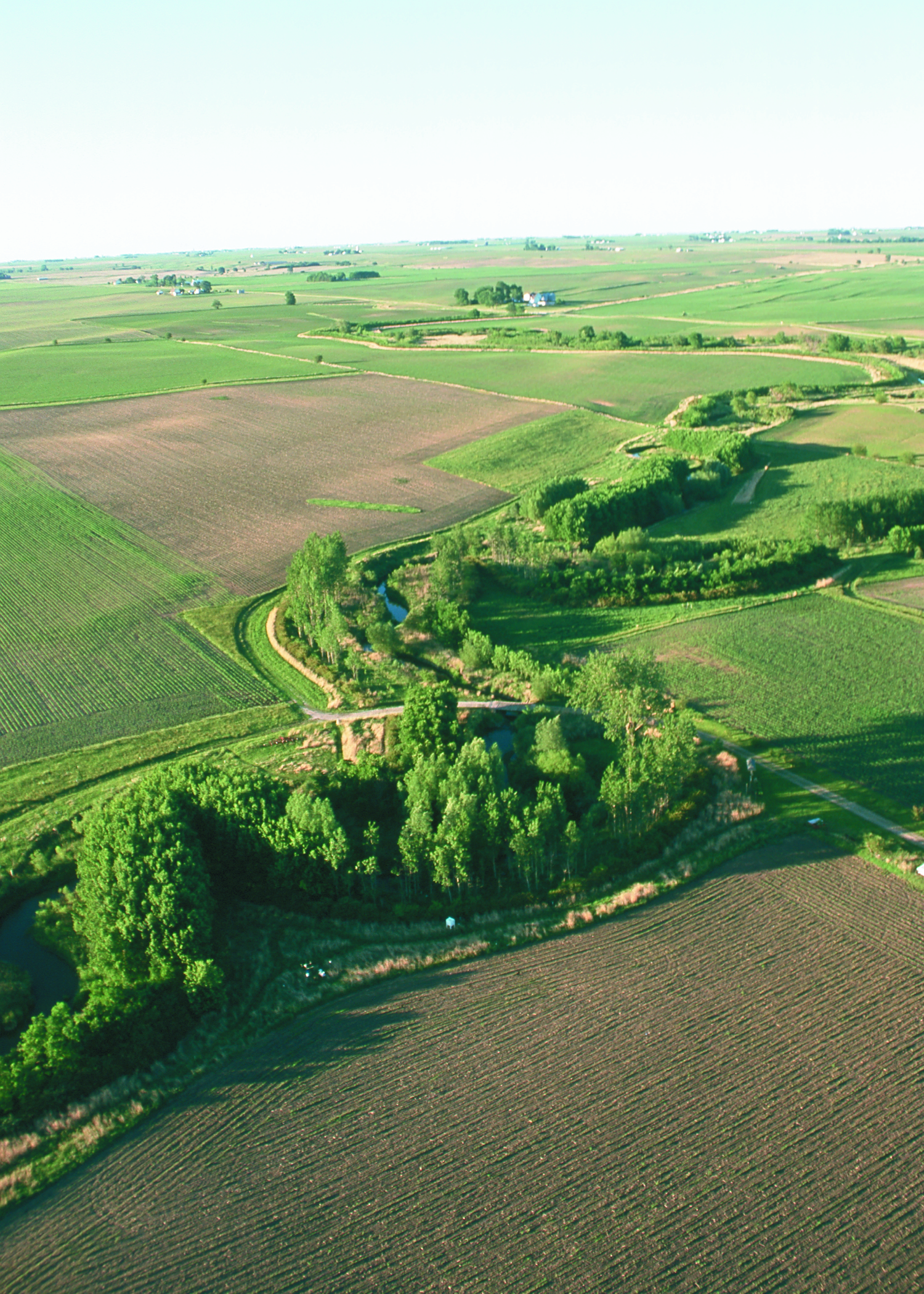
Numerose file di alberi, arbusti e erba a protezione del Bear Creek, contea di Story, Iowa, Stati Uniti d'America.

Le Nature-based solutions (NBS), tradotto come soluzioni basate sulla natura, si riferiscono alla gestione e all'uso sostenibile della natura per affrontare sfide socio-ambientali come il cambiamento climatico, il rischio idrico, l'inquinamento dell'acqua, la sicurezza alimentare, la salute umana e la gestione del rischio di calamità ambientali.
L'Unione Internazionale per la Conservazione della Natura (IUCN) definisce NBS l'insieme di soluzioni alternative per conservare, gestire in modo sostenibile e preservare la funzionalità di ecosistemi naturali o ristabilirla in ecosistemi alterati dall'uomo, che affrontino le sfide della società in modo efficace e flessibile: l'incremento del benessere umano e della biodiversità, i cambiamenti climatici, la sicurezza alimentare ed idrica, i rischi di catastrofi, lo sviluppo sociale ed economico .
Per esempio, l'utilizzo di una Nature-based solution per la reintegrazione o la protezione delle mangrovie lungo le coste permette di ottenere numerosi benefici. Le mangrovie attutiscono l'impatto delle onde e del vento sugli insediamenti costieri e sulle città e riducono la concentrazione di anidride carbonica (CO₂). Queste piante, inoltre, forniscono un ambiente protetto per la fauna marina da cui dipende l'approvvigionamento delle popolazioni locali. In aggiunta, le foreste di mangrovie aiutano a controllare l'erosione delle coste causata dall'innalzamento del livello del mare. Analogamente, pareti e tetti verdi in ambito urbano sono NBS che possono essere usate per mitigare gli effetti delle alte temperature, invasare l'acqua piovana, ridurre l'inquinamento, agire come assorbitore di carbonio e contemporaneamente accrescere la biodiversità.
Per decenni sono stati messi in atto approcci di salvaguardia e iniziative di gestione ambientale; solo di recente, però, i benefici apportati dalle NBS alla vita dell'uomo sono stati maggiormente approfonditi. Nonostante non sia ancora stata data una vera e propria definizione del termine, si trovano esempi di NBS in tutto il mondo che possono essere presi a modello. Le NBS sono sempre più presenti nelle politiche e nelle normative nazionali ed internazionali (e. g. politiche sul cambiamento climatico, leggi, investimenti sulle infrastrutture e politiche finanziarie). Per esempio, il tema per il World Water Day 2018 era “Nature for Water” a cui è seguita la pubblicazione del UN World Water Development Report dal titolo “Nature-based Solutions for Water” da parte di UN-Water.
Molte aziende italiane, come ad esempio 3Beee Green Future Project, danno la possibilità di finanziare progetti di nature based solutions, con il fine di preservare e ripristinare la biodiversità.

## Concetti correlati
Le NBS trovano applicazione in ambiti diversi tra i quali: l'agricoltura sostenibile, l'adattamento ai cambiamenti climatici, gli approcci ecosostenibili, le infrastrutture naturali e verdi, l'ingegneria naturalistica. Il Programma delle Nazioni Unite per l'ambiente e organizzazioni non governative come The Nature Conservancy promuovono approcci ecosostenibili per l'adattamento e la mitigazione dei cambiamenti climatici.
Queste organizzazioni hanno lo scopo di sostenere il raggiungimento degli obiettivi di sviluppo della società e salvaguardare il benessere umano rispettando i valori culturali e sociali e migliorando la resilienza degli ecosistemi, la loro capacità di rinnovamento e la fornitura di servizi. Negli ultimi anni l'interesse nei confronti delle NBS è sensibilmente cresciuto, come dimostra l'integrazione di queste soluzioni in numerose politiche che hanno condotto a progressi in vari settori, quali la gestione risorse idriche, la sicurezza alimentare, l'agricoltura, la biodiversità, l'ambiente, la riduzione del rischio di disastri naturali, gli insediamenti urbani e i cambiamenti climatici.
L'infrastruttura naturalistica è definita come "un piano strategico di gestione degli ambienti naturali, come foreste e zone umide, zone rurali e di altri spazi aperti, che conserva e migliora le funzioni dell'ecosistema e fornisce benefici alla società".
Per infrastruttura verde invece si fa riferimento a sistemi naturali o semi-naturali, come appunto le NBS, che consentono di gestire le risorse idriche con vantaggi equivalenti o simili alle infrastrutture idriche convenzionali (le cosiddette infrastrutture grigie) ripristinando alcune funzioni originariamente proprie dei sistemi naturali e perse con lo sviluppo del territorio; nella maggioranza dei casi infrastrutture verdi e grigie possono essere utilizzate sinergicamente; infatti le applicazioni più efficaci delle NBS sono proprio quelle in cui queste migliorano le prestazioni delle infrastrutture convenzionali. Le infrastrutture verdi vengono utilizzate con sempre maggiore frequenza per mitigare i deflussi e ridurre l'impatto ambientale causato dall'inquinamento dei deflussi urbani; tra gli esempi, è possibile citare i giardini verticali, i tetti verdi e i bacini di infiltrazione o di ritenzione per la laminazione ed il trattamento delle acque di drenaggio.
Le zone umide, un esempio di infrastruttura naturale, sono utilizzate anche all'interno di ambienti urbani, quindi come infrastrutture verdi, per mitigare l'impatto del deflusso delle acque piovane e delle acque reflue inquinate; sono in grado di biodegradare o di trattenere una vasta gamma di inquinanti emergenti, spesso con migliori risultati rispetto alle soluzioni convenzionali. Possono addirittura essere l'unica soluzione per biodegradare determinate sostanze chimiche. È possibile citare alcuni esempi di infrastrutture verdi realizzate o in fase di completamento come le Green Belts inglesi che costituiscono un anello verde intorno ai centri abitati per controllare l'espansione urbana e per tutelare i paesaggi; altro esempio è l'Anella verda di Barcellona che comprende una rete di dodici aree protette intorno alla città collegate tra loro tramite corridoi ecologici.
In maniera analoga a quanto detto, l'ingegneria naturalistica si pone l'obiettivo di "proteggere, ripristinare e modificare l'ecosistema per aumentare la quantità, la qualità delle risorse che esso fornisce, o l'obiettivo di costruire nuovi sistemi ecologici che garantiscano servizi altrimenti ottenuti attraverso l'ingegneria più convenzionale, basata su risorse non rinnovabili ".

## Categorie
IUCN propone di considerare NBS come un'ampia gamma di soluzioni. Le categorie e gli esempi secondo IUCN includono:
| Approcci NBS                                | Esempi |
| ------------------------------------------- | --- |
| Ripristino degli ecosistemi                 | Ripristino ecologico Ingegneria naturalistica Ripristino del paesaggio forestale                                                                 |
| Problemi specifici relativi agli ecosistemi | Adattamento e mitigazione basati sugli ecosistemi Soluzioni per adattamento climatico Riduzione del rischio di catastrofi basata sull'ecosistema |
| Infrastrutture                              | Infrastrutture naturali Infrastrutture verdi |
| Gestione degli ecosistemi                   | Gestione integrata delle zone costiere e delle risorse idriche                                                                                   |
| Protezione degli ecosistemi                 | Approcci di conservazione basati sulla zona, compresi la gestione di aree protette                                                               |

Ripristino degli ecosistemi: Il ripristino ecologico è emerso prima in maniera pratica e molto dopo come disciplina di ricerca. La ricostruzione degli ecosistemi e il ripristino ecologico tendono ad essere considerati sinonimi, anche se la seconda definizione è usata per indicare progetti con obiettivi ambientali.
La realizzazione del ripristino ecologico è riferita tipicamente al processo tecnico di ripristino della loro funzionalità e di conservazione della biodiversità, a seguito di uno studio ecologico di habitat e specie, il quale trova applicazione su un'ampia gamma di scale. Alcuni esempi della sua applicazione includono: il risanamento di un bacino fluviale inquinato ed il ripristino di un'area forestale degradata dall'estrazione dell'oro.
L'istituzione della “Society for Ecological Restoration” nel 1987 e la relativa rivista scientifica “Restoration Ecology” nel 1993 ne hanno dato come definizione: "Il processo di assistenza al recupero di un ecosistema che è stato degradato, danneggiato o distrutto". Dei recenti lavori della Convenzione sulla diversità biologica (CBD) supportano l'ulteriore implementazione del ripristino ecologico usando l'approccio basato sugli ecosistemi.
Ingegneria naturalistica: Il concetto di ingegneria naturalistica ha le sue radici nell'ecologia e nell'ingegneria. Esso è strettamente legato al ripristino degli ecosistemi ed entrambi sono spesso descritti come ambiti simili.
Negli anni '70 in Cina, Shijun Ma ha sviluppato il concetto di ingegneria ecologica, che si occupa principalmente di problemi ambientali come il trattamento delle acque reflue, i problemi di riciclaggio dei rifiuti e di inquinamento.
Il concetto di ingegneria naturalistica è applicato sia in contesti di ricerca pratica che scientifica e può essere attuato su tutte le scale, dal livello specifico all'intero pianeta.
Alcuni esempi includono la progettazione autonoma di estuari, l'introduzione di particolari specie vegetali per il ripristino delle paludi salate e l'uso di specie che catturano i sedimenti per la protezione costiera di una spiaggia di sabbia.
Ripristino del paesaggio forestale: Il ripristino del paesaggio forestale è un processo che riguarda il recupero delle funzionalità ecologiche e il miglioramento del benessere umano attraverso i paesaggi forestali che sono stati disboscati o degradati. Il ripristino forestale non si occupa solo della piantumazione dei singoli alberi, ma anche del recupero di un intero paesaggio per soddisfare bisogni presenti e futuri e per offrire molteplici benefici e l'utilizzo del suolo nel tempo. Questo approccio venne introdotto per la prima volta dal WWF e da IUCN negli anni 2000. La sua importanza è stata sottolineata da numerosi Stati, che si sono impegnati dal 2011 nella Bonn Challenge.
Strategie di adattamento basate su ecosistemi: La funzione degli ecosistemi viene sfruttata nella moderazione di impatti climatici sulle persone. Nel 2009, la CBD l'ha ufficialmente definito come uno strumento operativo per l'adattamento ai cambiamenti climatici. In seguito ha perfezionato la sua definizione come "la gestione sostenibile, conservazione e il ripristino degli ecosistemi, come parte di una strategia generale di adattamento che prende in considerazione il più sociale, economico e co-benefici culturali per le comunità locali".
In genere le strategie di adattamento basate su ecosistemi (EbA) forniscono benefici su scala locale. Esempi di applicazioni includono la rinaturalizzazione di fiumi o canali per mitigare le inondazioni, o il reimpianto di foreste con future specie più tolleranti al clima in modo da adattarsi al cambiamento climatico.
I progetti di EbA di solito includono un forte elemento di impegno comunitario della società per aumentare la consapevolezza sulla gestione delle risorse naturali e cercare il supporto locale per il restauro e gestione sostenibile delle attività.
Mitigazione basati sugli ecosistemi: La mitigazione basata sull'ecosistema (EbM) viene spesso trattata assieme a EbA come approcci per garantire la continua funzionalità dell'ecosistema, salute umana e sicurezza socioeconomica, attraverso la riduzione della concentrazione di carbonio in atmosfera. L'attività di EbM sottolinea in modo specifico l'importanza di ecosistemi, in termini di rimboschimento, riforestazione ed deforestazioni evitate, ed ecosistemi marini e costieri (per esempio mangrovie, torbiere, saline di marea, alghe, foreste e praterie) a cui contribuire la mitigazione dei cambiamenti climatici.
EbM mira a fornire benefici globali e a lungo termine effetti sul cambiamento climatico. Sebbene l'esempio principale di EbM sia l'uso della foresta, un altro esempio sarebbe il restauro e uso sostenibile delle coste ed ecosistemi marini per consentire di immagazzinare il carbonio blu e non rilasciarlo nell'atmosfera.
Soluzioni per adattamento climatico: Queste soluzioni mirano a contribuire allo sviluppo di opzioni per l'adattamento al cambiamento climatico a partire dalla comprensione dei processi ecologici che consentono agli ecosistemi di adattarsi ai cambiamenti.
Questo approccio evidenzia la prospettiva di sostanziali cambiamenti nell'ecosistema e sottolinea l'importanza delle opzioni non attualmente considerate importanti per il benessere umano, ma che potrebbe rivelarsi critico in futuro.
Riduzione del rischio di catastrofi basata sulla funzionalità degli ecosistemi: Nei primi anni 2000, termini come mitigazione del rischio e riduzione del danno vennero usati per enfatizzare l'importanza degli ecosistemi e il loro servizio nella riduzione del rischio di catastrofi. Questo termine (Eco-DRR) venne menzionato per la prima volta in una pubblicazione IUCN del 2009 e riguarda la gestione sostenibile, la conservazione e il ripristino degli ecosistemi per fornire servizi che vanno dalla diminuzione del rischio di catastrofi all'aumento della resilienza. In pratica l'approccio Eco-DRR si concentra sulla minimizzazione degli impatti di eventi pericolosi, migliorando la capacità delle persone di gestire al meglio le situazioni critiche (tsunami, inondazioni, terremoti, cicloni). A differenza di EbA e EbM, l'Eco-DRR affronta anche eventi rischiosi che non sono strettamente collegati al cambiamento climatico o alla sua variabilità.
Infrastrutture verdi e naturali: La Commissione europea definisce le infrastrutture verdi GI (Green Infrastructure) come: " Una rete di aree naturali e seminaturali pianificata a livello strategico con altri elementi ambientali, progettata e gestita in maniera da fornire un ampio spettro di servizi ecosistemici. Ne fanno parte gli spazi verdi (o blu, nel caso degli ecosistemi acquatici) e altri elementi fisici in aree sulla terraferma (incluse le aree costiere) e marine. Sulla terraferma, le infrastrutture verdi sono presenti in un contesto rurale e urbano”. Dai dati disponibili risulta che sfruttare la capacità della natura di assorbire o controllare gli impatti nelle zone urbane naturali può essere una soluzione di adattamento più efficiente rispetto al fatto di trattare unicamente l'aspetto delle infrastrutture fisiche. L'infrastruttura verde può svolgere un ruolo di primo piano in termini di adattamento perché può fornire risorse essenziali ai fini socio-economici in condizioni climatiche estreme. I termini infrastruttura verde (GI) ed infrastruttura naturale (NI) vengono spesso utilizzati erroneamente in modo intercambiabile, sebbene riguardino lavori e pianificazioni di conservazione in diversi contesti e a diverse scale. Per infrastruttura naturale si intende generalmente il ripristino di strutture già esistenti mirando, quindi, a migliorarne i servizi sotto l'aspetto dell'ecosistema, ovvero solo e soltanto su scala paesaggistica. Tuttavia, i due approcci condividono molti degli stessi principi ed obiettivi, tra cui connettività, multifunzionalità e conservazione intelligente . Possono dunque rappresentare un'alternativa o una componente complementare rispetto alle tradizionali soluzioni “grigie”.
Infrastrutture idriche verdi per la gestione delle risorse idriche secondo il manuale Nature-Based Solutions for Water:
| riforestazione e conservazione delle foreste     |
| riconnessione dei fiumi con le piane alluvionali |
| ripristino e conservazione delle aree umide      |
| costruzione di aree umide                        |
| accumulo d'acqua per il riutilizzo*              |
| spazi verdi di bioritenzione e infiltrazione     |
| pavimentazioni permeabili*                       |

| riforestazione e conservazione delle foreste     |
| fasce tampone                                    |
| riconnessione dei fiumi con le piane alluvionali |
| ripristino e conservazione delle aree umide      |
| costruzione di aree umide                        |
| spazi verdi di bioritenzione e infiltrazione     |
| pavimentazioni permeabili*                       |

| riforestazione e conservazione delle foreste     |
| fasce tampone                                    |
| riconnessione dei fiumi con le piane alluvionali |

| riforestazione e conservazione delle foreste     |
| fasce tampone                                    |
| riconnessione dei fiumi con le piane alluvionali |
| ripristino e conservazione delle aree umide      |
| costruzione di aree umide                        |

| riforestazione e conservazione delle foreste     |
| fasce tampone                                    |
| riconnessione dei fiumi con le piane alluvionali |
| ripristino e conservazione delle aree umide      |
| costruzione di aree umide                        |
| spazi verdi per ombreggiare i corsi d'acqua      |

| riforestazione e conservazione delle foreste     |
| fasce tampone                                    |
| riconnessione dei fiumi con le piane alluvionali |
| ripristino e conservazione delle aree umide      |
| costruzione di aree umide                        |
| spazi verdi di bioritenzione e infiltrazione     |
| pavimentazioni permeabili*                       |

| riforestazione e conservazione delle foreste     |
| fasce tampone                                    |
| riconnessione dei fiumi con le piane alluvionali |

| riforestazione e conservazione delle foreste     |
| fasce tampone                                    |
| riconnessione dei fiumi con le piane alluvionali |
| ripristino e conservazione delle aree umide      |
| costruzione di aree umide                        |

| riforestazione e conservazione delle foreste     |
| fasce tampone                                    |
| riconnessione dei fiumi con le piane alluvionali |
| ripristino e conservazione delle aree umide      |
| costruzione di aree umide                        |
| spazi verdi per ombreggiare i corsi d'acqua      |

| riforestazione e conservazione delle foreste     |
| fasce tampone                                    |
| riconnessione dei fiumi con le piane alluvionali |
| ripristino e conservazione delle aree umide      |
| costruzione di aree umide                        |
| stabilire bypass per le piene                    |

| tetti verdi                                  |
| spazi verdi di bioretenzione e infiltrazione |
| accumulo d'acqua per il riutilizzo*          |
| pavimentazioni permeabili*                   |

| protezione e ripristino di mangrovie, acquitrini costieri e dune |
| protezione e ripristino di barriere (coralline/ostriche)         |

| riforestazione e conservazione delle foreste     |
| fasce tampone                                    |
| riconnessione dei fiumi con le piane alluvionali |
| ripristino e conservazione delle aree umide      |
| costruzione di aree umide                        |
| stabilire bypass per le piene                    |

| tetti verdi                                  |
| spazi verdi di bioretenzione e infiltrazione |
| accumulo d'acqua per il riutilizzo*          |
| pavimentazioni permeabili*                   |

| protezione e ripristino di mangrovie, acquitrini costieri e dune |
| protezione e ripristino di barriere (coralline/ostriche)         |

Note: Gli esempi di infrastrutture verdi seguite dall'asterisco (*) consistono in elementi costruiti che interagiscono con le caratteristiche naturali per migliorare i servizi che l'ecosistema offre nei confronti dell'acqua.
Gestione integrata delle risorse idriche: La gestione integrata delle risorse idriche (IWRM) è stata definita dal Global Water Partnership (GWP) come "un processo che promuove lo sviluppo coordinato e la gestione di acqua e terra al fine di massimizzare il benessere economico e sociale in modo equo, senza compromettere la sostenibilità degli ecosistemi vitali ". Nella definizione attuale, IWRM si basa su tre principi che insieme costituiscono il quadro generale:
- Equità sociale: garantire parità di accesso a tutti gli utenti (in particolare gruppi di utenti marginalizzati e meno abbienti) a un'adeguata quantità e qualità di acqua necessaria per sostenere il benessere umano;
- Efficienza economica: portare il massimo beneficio al maggior numero di utenti possibile con le risorse finanziarie e idriche disponibili;
- Sostenibilità ecologica: richiede che gli ecosistemi acquatici siano riconosciuti come utenti e che venga fatta un'adeguata allocazione per sostenere il loro naturale funzionamento.

Alcune condizioni importanti da considerare quando si applica IWRM sono:
- Impegno e volere politico;

- Sviluppo delle capacità;

- Investimenti adeguati, stabilità finanziaria e recupero sostenibile dei costi;

- Monitoraggio e valutazione.[12]

Approcci di conservazione basati sulla zona, compresi la gestione di aree protette: La commissione mondiale IUCN sulle aree protette, nel febbraio 2018, ha fornito la seguente definizione: "Una zona geograficamente definita, diversa da una zona protetta, che è governata e gestita in modo da ottenere obiettivi positivi e sostenuti a lungo termine per una conservazione in loco della biodiversità, con funzioni e servizi per l'ecosistema associati e, ove applicabile, culturale, spirituale, socioeconomico e altri valori rilevanti".

## Tipologie
Si distinguono quindi tre tipi di NBS.

### Tipo 1: intervento minimo negli ecosistemi
Le NBS di tipo 1 consistono in interventi minimi o nulli per mantenere e migliorare gli ecosistemi. Questo tipo di NBS è collegato, ad esempio, al concetto di riserve naturali che comprendono aree protette, zone tampone e aree di transizione in cui le persone vivono e lavorano in modo sostenibile. Un esempio può essere la protezione delle aree marine per ripristinare e proteggere la biodiversità: queste possono incrementare la biomassa in zone di pesca di oltre 600%, la dimensione degli organismi del 25%, e la varietà delle specie del 20% in confronto alle medesime aree non protette. Inoltre le riserve marine aiutano a ripristinare le interazioni tra le specie e la complessità degli ecosistemi attraverso una catena di effetti ecologici.
Un ulteriore esempio può essere la salvaguardia e la gestione delle mangrovie nelle zone costiere per limitare i rischi associati a condizioni meteorologiche estreme, erosione delle stesse e fornire benefici alle popolazioni locali salvaguardandoli da mareggiate e danni da tsunami.
In particolare, l'utilizzo delle mangrovie può ridurre l'altezza di uno tsunami dal 5 al 30% nelle zone a rischio, e permettono di stabilizzare il trasporto solido grazie alle loro radici.

### Tipo 2: alcuni interventi in ecosistemi e paesaggi
Un esempio di utilizzo di questa tipologia di interventi è stato attuato in Rajasthan, India : nel 1985-86 un inusuale periodo di scarse precipitazioni combinato con l'eccessivo disboscamento ha portato al più grande caso di siccità della storia della regione. Il livello di falda scese sotto il livello critico e lo stato dichiarò parti dell'area come “zone nere”, imponendo restrizioni su ulteriori estrazioni. L'organizzazione non-governativa (ONG) Tarun Bharat Sangh supportò la popolazione locale nell'impegno sulla rigenerazione del naturale ciclo idrologico e delle riserve d'acqua. Le attività si sono concentrate sulla costruzione di piccoli serbatoi e la riqualifica di foreste e suolo, in particolare nei maggiori bacini per aumentare la ricarica della falda. Questi interventi hanno portato a dei visibili cambiamenti: cinque fiume, che usualmente si esaurivano dopo l'annuale periodo monsonico, sono tornati a fluire garantendo, inoltre, la rigenerazione della fauna ittica; i livelli delle falde aumentati approssimativamente di sei metri; il ritorno di specie selvatiche come antilopi e leopardi.
Un ulteriore soluzione tratta il controllo dei canali tramite la stabilizzazione dei versanti, le strutture adottate sono usate in larga scala fino a estendersi per un intero sottobacino, incrementando l'efficacia dell'intervento.
Un'ampia varietà d'utilizzo delle terrazze permettendo lo scorrimento o la trattenuta di acqua, avvalendosi o meno di sistemi di drenaggio.

### Tipo 3: gestione degli ecosistemi in modi estesi
L'NBS di tipo 3 consiste nel gestire gli ecosistemi su vasta scala o persino crearne di nuovi (ad es. Ecosistemi artificiali quali tetti e pareti verdi per mitigare il riscaldamento della città e pulire l'aria inquinata). Il terzo tipo di queste NBS riguarda concetti quali infrastrutture verdi/blu che sostengono il progresso di un territorio o di una regione verso il raggiungimento degli obiettivi della conservazione ambientale, dello sviluppo sostenibile e della resilienza urbana, attraverso politiche di governo che consentono di pianificare urbanizzazioni più resilienti.
Alcune soluzioni per raggiungere tali scopi sono:
- Source control, controllo delle portate meteoriche laddove si originano, suddividendo il deflusso superficiale in più percorsi, tramite l'utilizzo di tetti e pareti verdi, collegati ad una rete di drenaggio;

- Trasporto, raccolta delle acque meteoriche in bacini di infiltrazione/detenzione tramite appositi canali;

- Filtraggio e infiltrazione, attraverso trincee drenanti, filtri, wetlands e bacini di fitodepurazione;

- Stoccaggio, le acque in eccesso possono essere raccolte per il riutilizzo consentito, individuale (rain ballers) e collettivo (bacini di ritenzione).[8]

Il tipo 1 rientra nel quadro NBS IUCN, mentre i Tipo 2 e 3 sono spesso esemplificati dalla European Commission come trasformazione di capitale naturale in una fonte di sviluppo sostenibile. I confini di definizione di questi tipi tuttavia non sono ben chiari.

### Soluzioni ibride
Possono essere adottate soluzioni ibride a seconda della situazione considerata. Queste consistono in una sinergia tra elementi naturali ed infrastrutture grigie determinando migliori benefici per l'ambiente e l'uomo.
Un esempio sono le aree umide costruite, sempre più utilizzate per il trattamento di acque piovane consentendo una riduzione dell'erosione superficiale causata dalle portate di precipitazione.
Questa può essere sviluppata come un NBS di tipo 3 ma, se ben consolidata, può essere successivamente denominata come un tipo 1.